# Национальный миф

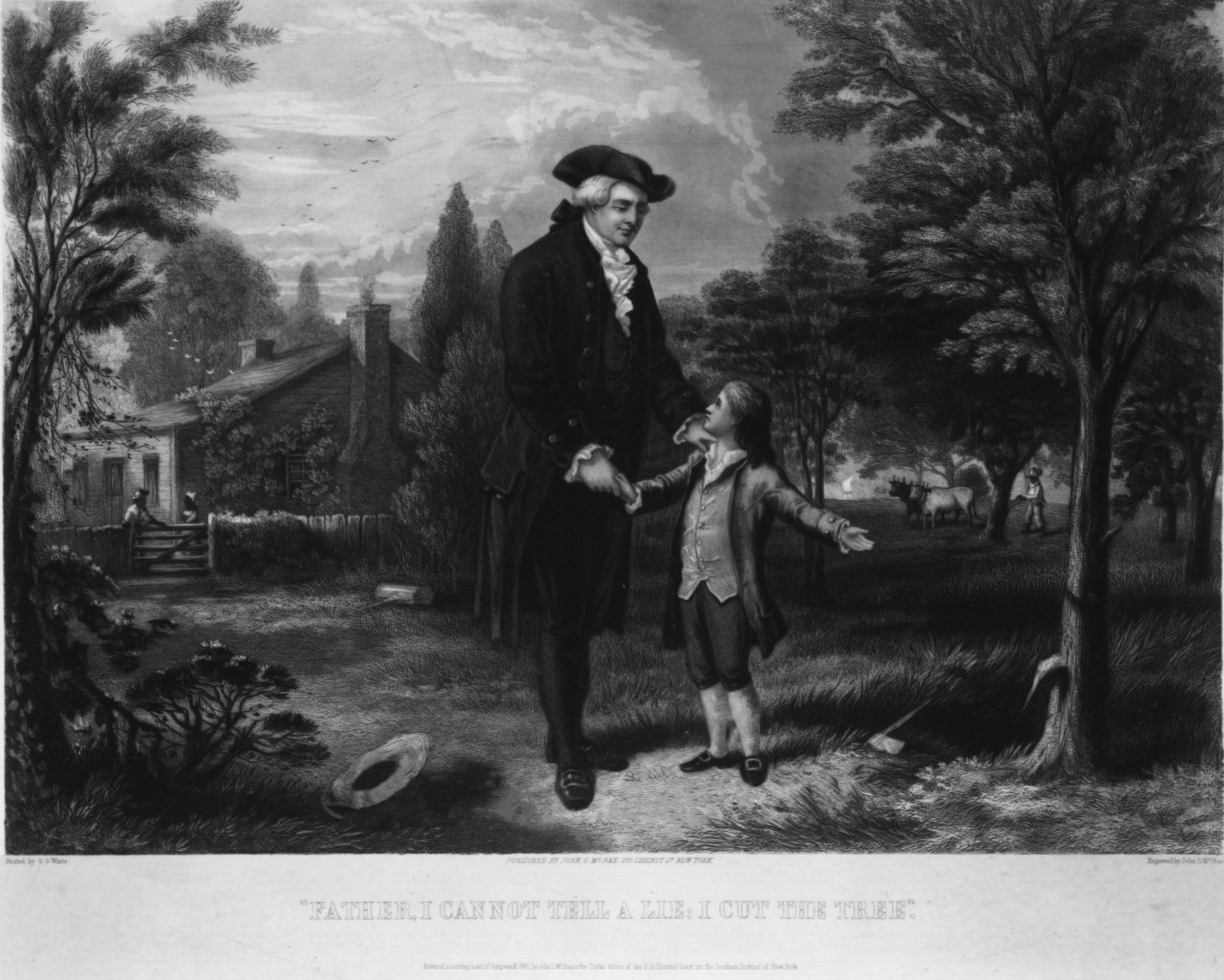
Джордж Вашингтон рассказывает отцу правду о вишневом деревце. Литография сделана в 1867 году Джоном К. Макреем по мотивам картины Г. Г. Уайта

Национальный миф — вдохновляющий нарратив или история (рассказ) о прошлом народа или нации. Часто служит важным национальным символом и поддерживает систему национальных ценностей. Иногда может принимать форму национального эпоса или составлять часть гражданской религии. Группа связанных национальных мифов составляет национальную мифологию.

## Общая характеристика
Национальный миф представляет собой национальные легенду или художественное повествование, поднятые до высокого уровня, на котором воспринимаются народом или нацией как подлинные. Такой миф может драматизировать реальные события, опускать важные исторические детали или добавлять детали, свидетельства которых отсутствуют. Может быть и полностью вымышленной историей, которую никто не воспринимает буквально, но которая имеет символическое значение для народа или нации. Национальный фольклор многих народов содержит этиологические мифы, которые могут включать в себя борьбу против колониализма или войну за независимость. Часто значение национального мифа оспаривается.
Национальный миф может являться духовным и относиться к историям об основании народа или нации по воле Бога, нескольких богов, других сверхъестественных сил, лидеров, которым покровительствовали такие силы.
Национальные мифы существуют в любом обществе. Они служат различным социальным и политическим целям. Часто они имеют только цель государственной пропаганды. При тоталитарных режимах лидеру может приписываться мифическая сверхъестественная история жизни. При либеральных режимах национальные мифы могут служить цели вдохновения гражданской сознательности и самопожертвования или консолидации власти правящих групп и легитимации их власти.
При формировании национальной или этногрупповой идентичности обращение к истории чаще всего «опирается на конструкцию этногенетического мифа». В ситуациях, когда этнические группы сталкиваются с угрозой исчезновения культуры и языка, с дискриминацией и её последствиями, с территориальными спорами, этногенетический миф «выполняет важную компенсаторную функцию».
Выделяются два основных националистических мифа.
- миф о вечной нации — представления о неизменности национального сообщества, основанной на его национальном характере, территории и институтах, а также на его преемственности на протяжении многих поколений; с научной точки зрения народ и нация непрерывано меняются;
- миф об общем происхождении нации — представления об общем происхождении национального сообщества, сведение его в конечном счёте к единственному корню; с научной точки зрения народ и нация складываются из нескольких компонентов, часто разнородных[5].

Националистические мифы изображают нацию как спящую и ожидающую пробуждения, но научный дискурс избегает таких образов, поскольку национальная идентичность либо существует, либо нет, и не может спать или пробуждаться.
Националистические мифы могут провоцировать конфликты между нациями, преувеличивая отличительные черты национальной группы и угрозу, исходящую от других групп.
Роль исторической науки, в частности, состоит в том, чтобы максимально расширить диапазон памяти и сообщить ей максимальную достоверность. Задача науки видится в том, «чтобы наши знания о прошлом не ограничивались тем, что является актуальным в данный момент». Однако в реальности историки играют противоречивую роль в эволюции социальной памяти о прошлом. Разрушая «морально устаревшие» версии прошлого, они создают новые варианты мифов — «потенциальные элементы будущей национальной мифологии».

## Происхождение
В современной идеологии по архаическим моделям воссоздаются старые мифы в новых социальных и национальных оболочках. Здесь встречаются идущая снизу спонтанная мифология, включающая комплексы национального самоощущения (исключительности или ущемлённости) и «искусственная» мифология, конструируемая с идеологическими целями внутри отдельных интеллектуальных или властных групп.
Национальные мифы часто создаются и распространяются национальными интеллектуалами, которые используют их в качестве инструментов политической мобилизации на демографических основаниях, таких как этническая принадлежность.

### Социальная основа
Национальная идентичность неизбежно связана с мифами. В основе каждой этнической идентичности лежит определённый комплекс мифов. Ряд учёных считает, что национальные идентичности, поддерживаемые вымышленной историей, начали конструироваться только после появления национальных движений и национальных идеологий. Всем современным национальным идентичностям предшествовали национальные движения. Хотя термин «нация» использовался в Средние века, он имел совершенно иное значение, чем в эпоху национализма, когда нация была переосмыслена как политически самостоятельная общность.

### Психологическая основа
Психологическая основа связана с мифом о стабильном родном пространстве и сообществе. Сложность отношений в современном внешнем мире и непоследовательность внутреннего психологического мира могут привести к тревоге, которая снижается благодаря стабильной самоидентификации, психологическому самоконструированию и воображаемой атмосфере стабильности.

## Развитие идей
Традиционное мифотворчество часто зависело от литературных рассказчиков, особенно эпических поэтов. Древнегреческая культура воспринимала Илиаду Гомера (IX—VIII века до н. э.) как обоснование своего теоретического единства. Вергилий составил «Энеиду» (29 и 19 года до н. э.) в поддержку политического обновления и воссоединения римского мира после длительных гражданских войн. Средневековые писатели и поэты, заимствуя бриттский (кельтский) материал, развивали Сущность Британии (корпус средневековой британской литературы), которая легла в основу английского национализма. Камоэнс написал «Лузиаду» (1556), ставшую португальским национальным поэтическим эпосом. Вольтер в «Генриаде» (1723) предпринял попытку аналогичной работы для французской мифологизированной истории. Вагнеровская опера оказала большое влияние на немецкий национализм.
В Новое и Новейшее время творцы национальной мифологии часто обращаются к аудитории напрямую, используя эффектный язык в СМИ. Французские памфлетисты в 1790-х годах распространяли идеи свободы, равенства и братства. Журналисты, политики и учёные США популяризировали такие мифические тропы, как «Явное предначертание», «Фронтир», «Арсенал демократии». Социалисты, пропагандирующие такие идеи, как диктатура пролетариата, продвигали броские национальные лозунги — «Социализм с китайской спецификой» и «Мышление Ким Ир Сена» и др.
Национальная мифология зародилась в Европе на рубеже XVIII—XIX веков и заместила собой религиозную мифологию. Произошёл подъём национального сознания, взаимосвязанный с упадком религиозности. Национальный миф, опираясь на романтическое неоязычество, потеснил религиозный, проник во власть и распространился в обществе. Начавшиеся в этот период исследования национальной мифологии и национальных древностей включали в себя произвольные достраивания реконструируемой системы до некой полноты, ориентированные на освящённый традицией образец (как правило, на античную мифологию). Мифологизаторство XIX—XX веков имело большое число проявлений этого процесса в художественной практике, философии, идеологии и политике. К мифологическим моделям обращались писатели-модернисты.
События войны, начатой восстанием Хмельницкого, стали основой для формирования украинской национальной мифологии, которая значительно позже была идеологически сформулирована в «Истории русов» неизвестного автора, написанной в конце XVIII века и впервые опубликованной в 1846 году. На содержание мифа наложила отпечаток личность Богдана Хмельницкого как беспощадного правителя, успешного дипломата и полководца.
Идеологи националистических движений также вольно интерпретируют памятники старины, прибегают к мистификациям («Велесова книга» и др.), создают собственные неоязыческие религиозно-мифологические системы: вотанизм в Германии, диевтуриба в Латвии, ромува в Литве, родноверие в России и других славянских странах и др. Важной составляющей национальной мифологии в рамках ряда направлений национализма и неоязычества является арийский миф, согласно которому древние «арийцы» (вариант: «арии») являлись предками значительной части или всех европеоидов, носителями древней высокоразвитой культуры и просветителями всего древнего человечества. Эти «арийцы» напрямую связываются с этносом сторонников данного варианта арийского мифа (с немцами у германских нацистов, с русскими или украинцами у русских или украинских неонацистов и неоязычников), что, по мнению последних, определяет расовое или культурное превосходство этих этносов над другими, особую национально-мессианскую роль данного народа или, по крайней мере, его исторический приоритет над другими.
В СССР после революционных событий 1917 года «дворянская» и «буржуазная» историография уступила место освободительному и антиколониальному варианту отечественной истории. Новое переписывание, вызванное принятием Конституции СССР, пришлось на вторую половину 1930-х годов. Тогда возникла необходимость в «национальных историях», где главную роль играл этнический элемент. Помимо этого, в годы советской власти немаловажную роль играла так называемая «борьба с национализмом», носившая характер массовых кампаний. Страх перед репрессиями вынуждал местных историков
«менять свое представление о предках».
В конце XX века распад советского «классового» мифа в привёл к выдвижению на постсоветском пространстве национального мифа. Присвоение мифа произошло без радикальной смены символов, эмблематики и идеологических клише. Центральные персонажи и атрибуты советской мифологии встроились в новую идеологическую систему. Смысловые подстановки и замещения соединили, например, «воинов-интернационалистов» с выполнением ими в Афганистане «своего патриотического долга». В России и монархисты, и либералы считают, что их взгляды вполне соответствуют русской идее.